# Xylophanes alegrensis
Xylophanes alegrensis är en fjärilsart som beskrevs av Adolf G. Closs 1915. Xylophanes alegrensis ingår i släktet Xylophanes och familjen svärmare. Inga underarter finns listade i Catalogue of Life.